# A Wizz Air úti céljai
A Wizz Air magyarországi légitársaság elsősorban Európán belül üzemeltet menetrend szerinti járatokat, amik mellett néhány ázsiai (közel-keleti) és afrikai interkontinentális útvonalat is fenntart (ahol az útvonal másik végpontja mindig európai).

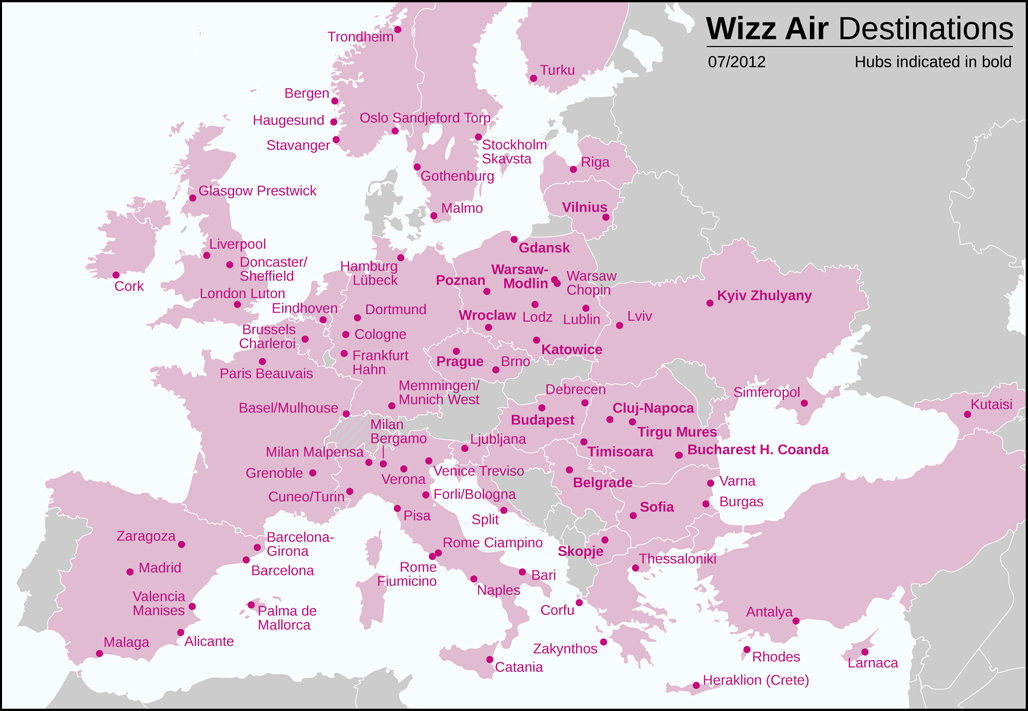
Wizz Air-úticélok (2012)

| Ország                  | Város               | Reptér                                                       | Megjegyzés                                                                |
| ----------------------- | ------------------- | ------------------------------------------------------------ | ------------------------------------------------------------------------- |
| Egyesült Királyság      | Aberdeen            | Aberdeeni repülőtér                                          |                                                                           |
| Olaszország             | Alghero             | Alghero-Fertilia repülőtér                                   | 2015. júniustól                                                           |
| Spanyolország           | Alicante            | Alicantei repülőtér                                          |                                                                           |
| Törökország             | Antalya             | Antalyai repülőtér                                           |                                                                           |
| Kazahsztán              | Asztana             | Nurszultan Nazarbajev nemzetközi repülőtér (TSE)             | 2017. június 8-tól                                                        |
| Görögország             | Athén               | Elefthériosz Venizélosz nemzetközi repülőtér (ATH)           |                                                                           |
| Németország             | Baden-Baden         | Baden-Airpark                                                | 2016. március 11-től                                                      |
| Azerbajdzsán            | Baku                | Heydər Əliyev nemzetközi repülőtér                           | 2013. június és 2014. október között, illetve 2016. márciusától újra      |
| Románia                 | Bákó                |                                                              | 2020. október 29-től bázisrepülőtér (31.)                                 |
| Spanyolország           | Barcelona           | Josep Tarradellas Barcelona-El Prat repülőtér                |                                                                           |
| Spanyolország           | Girona              | Girona–Costa Brava repülőtér                                 |                                                                           |
| Ausztria                | Bécs                | Bécs–Schwechati nemzetközi repülőtér                         | 2018. júniustól bázisrepülőtér (29.)                                      |
| Németország             | Berlin              | Berlin Schönefeld repülőtér                                  | 2018. március 13-tól                                                      |
| Svájc                   | Bázel/Mulhouse      | Bázel–Mulhouse–Freiburg-EuroAirport repülőtér                |                                                                           |
| Olaszország             | Bari                | Bari-Palesei repülőtér                                       |                                                                           |
| Egyesült Királyság      | Belfast             | Belfast nemzetközi repülőtér                                 |                                                                           |
| Szerbia                 | Belgrád             | Belgrádi repülőtér                                           | bázisrepülőtér                                                            |
| Olaszország             | Bergamo (Milánó)    | Bergamo-Orio al Serió-i repülőtér                            |                                                                           |
| Norvégia                | Bergen              | Bergeni repülőtér                                            |                                                                           |
| Dánia                   | Billund             | Billundi repülőtér                                           |                                                                           |
| Egyesült Királyság      | Birmingham          | Birminghami repülőtér                                        | 2015. szeptember 15-étől                                                  |
| Olaszország             | Bologna             | Bologna Guglielmo Marconi repülőtér                          |                                                                           |
| Bulgária                | Burgasz             | Burgaszi repülőtér                                           |                                                                           |
| Csehország              | Brno                | Brno–Tuřany repülőtér                                        |                                                                           |
| Egyesült Királyság      | Bristol             | Bristoli repülőtér                                           |                                                                           |
| Belgium                 | Brüsszel            | Brüsszel South Charleroi repülőtér                           |                                                                           |
| Románia                 | Bukarest            | Henri Coandă nemzetközi repülőtér                            | bázisrepülőtér                                                            |
| Magyarország            | Budapest            | Budapest Liszt Ferenc nemzetközi repülőtér                   | 2004. májustól bázisrepülőtér (2.)                                        |
| Olaszország             | Catania             | Catania-Fontanarossai nemzetközi repülőtér                   |                                                                           |
| Románia                 | Craiova             | Craiovai nemzetközi repülőtér                                | bázisrepülőtér                                                            |
| Magyarország            | Debrecen            | Debreceni nemzetközi repülőtér                               | 2012. június 18-ától járatok; 2015. decembertől bázisrepülőtér (22.)      |
| Egyesült Királyság      | Doncaster/Sheffield | Doncaster Sheffield repülőtér                                |                                                                           |
| Németország             | Dortmund            | Dortmundi repülőtér                                          | 2020. augusztustól bázisrepülőtér (33.)                                   |
| Ukrajna                 | Doneck              | Donecki nemzetközi repülőtér                                 | 2014. májusa óta a Kelet-ukrajnai háború miatt felfüggesztve              |
| Egyesült Arab Emírségek | Dubaj               | Al-Maktúm nemzetközi repülőtér                               |                                                                           |
| Hollandia               | Eindhoven           | Eindhoven repülőtér                                          |                                                                           |
| Németország             | Frankfurt           | Frankfurt–Hahn repülőtér                                     |                                                                           |
| Spanyolország           | Fuerteventura       | Fuerteventurai repülőtér                                     | 2016. október 30-ától                                                     |
| Lengyelország           | Gdańsk              | Gdańsk Lech Wałęsa repülőtér                                 | bázisrepülőtér                                                            |
| Svájc                   | Genf                | Genfi repülőtér                                              |                                                                           |
| Egyesült Királyság      | Glasgow             | Glasgow-i repülőtér                                          |                                                                           |
| Svédország              | Göteborg            | Göteborg Landvetter repülőtér                                |                                                                           |
| Hollandia               | Groningen           | Groningeni repülőtér                                         |                                                                           |
| Ukrajna                 | Harkiv              | Harkivi nemzetközi repülőtér                                 |                                                                           |
| Norvégia                | Haugesund           | Haugesundi repülőtér                                         |                                                                           |
| Görögország             | Heraklion (Kréta)   | Heraklion nemzetközi repülőtér                               |                                                                           |
| Egyiptom                | Hurghada            | Hurghadai nemzetközi repülőtér                               | 2015. májustól, de 2015. október 28-ától biztonsági okokból felfüggesztve |
| Spanyolország           | Ibiza               | Ibizai nemzetközi repülőtér (IBZ)                            | 2016. június 18-ától                                                      |
| Törökország             | Isztambul           | Sabiha Gökçen nemzetközi repülőtér                           | 2013. augusztus 2-ától 2016. július 29-ig                                 |
| Románia                 | Jászvásár           | Jászvásári nemzetközi repülőtér                              |                                                                           |
| Szlovákia               | Kassa               | Kassai repülőtér                                             | 2015. júniustól bázisrepülőtér (20.)                                      |
| Lengyelország           | Katowice            | Katowicei repülőtér                                          | 2004. májustól bázisrepülőtér (1.)                                        |
| Ukrajna                 | Kijev               | Kijevi nemzetközi repülőtér                                  | bázisrepülőtér                                                            |
| Moldova                 | Chișinău            | Chișinăui nemzetközi repülőtér                               |                                                                           |
| Románia                 | Kolozsvár           | Kolozsvári nemzetközi repülőtér                              | bázisrepülőtér                                                            |
| Románia                 | Konstanca           | Konstancai repülőtér                                         |                                                                           |
| Görögország             | Korfu               | Korfui nemzetközi repülőtér                                  |                                                                           |
| Németország             | Köln                | Köln–Bonn repülőtér                                          |                                                                           |
| Norvégia                | Kristiansand        | Kristiansandi repülőtér                                      |                                                                           |
| Grúzia                  | Kutaiszi            | Építő Dávid Kutaiszi nemzetközi repülőtér                    | bázisrepülőtér (25.)                                                      |
| Spanyolország           | Lanzarote           | Lanzarotei repülőtér                                         | 2016. november 2-ától                                                     |
| Ciprus                  | Lárnaka             | Lárnakai nemzetközi repülőtér                                | 2020. júliustól bázisrepülőtér (28.)                                      |
| Portugália              | Lisszabon           | Lisszaboni repülőtér                                         |                                                                           |
| Egyesült Királyság      | Liverpool           | Liverpool-John Lennon repülőtér (LPL)                        |                                                                           |
| Szlovénia               | Ljubljana           | Ljubljana Jože Pučnik repülőtér                              |                                                                           |
| Lengyelország           | Łódź                | Łódź Władysław Reymont repülőtér                             |                                                                           |
| Egyesült Királyság      | London              | London–Lutoni repülőtér (LTN)                                | 2017. júniustól bázisrepülőtér (28.)                                      |
| Lengyelország           | Lublin              | Lublini repülőtér                                            | 2015. szeptembertől bázisrepülőtér (21.)                                  |
| Németország             | Hamburg             | Hamburgi repülőtér                                           |                                                                           |
| Ukrajna                 | Lviv                | Lviv-Danilo Halickij nemzetközi repülőtér                    |                                                                           |
| Spanyolország           | Madrid              | Adolfo Suárez Madrid-Barajas repülőtér                       |                                                                           |
| Spanyolország           | Málaga              | Málagai nemzetközi repülőtér                                 |                                                                           |
| Svédország              | Malmö               | Malmői repülőtér                                             |                                                                           |
| Hollandia               | Maastricht          | Maastricht Aachen repülőtér                                  |                                                                           |
| Málta                   | Valletta            | Máltai nemzetközi repülőtér                                  | 2013. május 17-étől                                                       |
| Románia                 | Marosvásárhely      | Marosvásárhelyi nemzetközi repülőtér                         | bázisrepülőtér                                                            |
| Németország             | Memmingen (München) | Memmingeni repülőtér                                         |                                                                           |
| Olaszország             | Milánó              | Milánó-Malpensai repülőtér                                   | 2020. júliustól bázisrepülőtér (29.)                                      |
| Norvégia                | Molde               | Moldei repülőtér                                             |                                                                           |
| Oroszország             | Moszkva             | Vnukovói nemzetközi repülőtér                                | 2013. szeptember 23-ától                                                  |
| Románia                 | Nagyszeben          | Nagyszebeni nemzetközi repülőtér                             |                                                                           |
| Olaszország             | Nápoly              | Nápolyi nemzetközi repülőtér                                 |                                                                           |
| Németország             | Nürnberg            | Nürnbergi repülőtér                                          |                                                                           |
| Szerbia                 | Niš                 | Niši repülőtér                                               |                                                                           |
| Franciaország           | Nizza               | Nizza Côte d’Azur repülőtér                                  | 2016. március 11-étől                                                     |
| Norvégia                | Oslo                | Sandefjordi Torp repülőtér                                   |                                                                           |
| Spanyolország           | Palma de Mallorca   | Palma de Mallorca nemzetközi repülőtér                       |                                                                           |
| Franciaország           | Párizs              | Párizs-Beauvais repülőtér (BVA)                              |                                                                           |
| Olaszország             | Perugia             | Perugia San Francesco d'Assisi – Umbria nemzetközi repülőtér |                                                                           |
| Olaszország             | Pescara             | Abruzzói repülőtér                                           |                                                                           |
| Olaszország             | Pisa                | Pisai nemzetközi repülőtér                                   |                                                                           |
| Szlovákia               | Poprád              | Poprád-Tátra repülőtér                                       |                                                                           |
| Portugália              | Porto               | Francisco Sá Carneiro repülőtér (OPO)                        |                                                                           |
| Lengyelország           | Poznań              | Poznań Henryk Wieniawski repülőtér                           | bázisrepülőtér                                                            |
| Csehország              | Prága               | Prága-Václav Havel repülőtér                                 | bázisrepülőtér 2018. június 13-ig                                         |
| Izland                  | Reykjavík           | Keflavík nemzetközi repülőtér (KEF)                          |                                                                           |
| Lettország              | Riga                | Rigai nemzetközi repülőtér                                   | bázisrepülőtér                                                            |
| Görögország             | Rodosz              | Rodosz-Diagórasz nemzetközi repülőtér                        |                                                                           |
| Olaszország             | Róma                | Róma-Ciampino nemzetközi repülőtér                           |                                                                           |
| Olaszország             | Róma                | Róma-Fiumicino nemzetközi repülőtér                          |                                                                           |
| Észak-Macedónia         | Szkopje             | Szkopjei nemzetközi repülőtér                                | 2012. októbertől bázisrepülőtér (16.)                                     |
| Bulgária                | Szófia              | Szófiai repülőtér                                            | bázisrepülőtér                                                            |
| Horvátország            | Split               | Spliti repülőtér                                             |                                                                           |
| Norvégia                | Stavanger           | Stavangeri repülőtér                                         |                                                                           |
| Svédország              | Stockholm           | Stockholm-Skavsta repülőtér                                  |                                                                           |
| Lengyelország           | Szczecin            | Szczecin „Szolidaritás” repülőtér                            |                                                                           |
| Oroszország             | Szentpétervár       | Pulkovói repülőtér                                           | 2020. szeptembertől bázisrepülőtér (32.)                                  |
| Izrael                  | Tel-Aviv            | Ben-Gurion nemzetközi repülőtér                              | 2012. december 6-ától                                                     |
| Románia                 | Temesvár            | Temesvár Traian Vuia nemzetközi repülőtér                    | bázisrepülőtér                                                            |
| Görögország             | Thesszaloniki       | Thessaloniki repülőtér                                       |                                                                           |
| Spanyolország           | Tenerife            | Tenerife Sur repülőtér                                       | 2015. október 25-étől                                                     |
| Albánia                 | Tirana              | Teréz anya repülőtér                                         | 2020. júliustól bázisrepülőtér (30.)                                      |
| Olaszország             | Torino              | Torinói nemzetközi repülőtér                                 |                                                                           |
| Bosznia-Hercegovina     | Tuzla               | Tuzlai nemzetközi repülőtér                                  | 2015. júniustól bázisrepülőtér (19.)                                      |
| Olaszország             | Treviso (Velence)   | Trevisói repülőtér                                           |                                                                           |
| Norvégia                | Trondheim           | Trondheimi repülőtér                                         |                                                                           |
| Finnország              | Turku               | Turkui repülőtér                                             |                                                                           |
| Spanyolország           | Valencia            | Valenciai repülőtér                                          |                                                                           |
| Bulgária                | Várna               | Várnai repülőtér                                             |                                                                           |
| Olaszország             | Verona              | Verona Villafranca repülőtér                                 |                                                                           |
| Litvánia                | Vilnius             | Vilniusi nemzetközi repülőtér                                | bázisrepülőtér                                                            |
| Lengyelország           | Varsó               | Varsó-Chopin repülőtér                                       | bázisrepülőtér                                                            |
| Lengyelország           | Wrocław             | Wrocław Nikolausz Kopernikusz repülőtér                      | bázisrepülőtér                                                            |
| Spanyolország           | Zaragoza            | Zaragozai repülőtér                                          |                                                                           |
| Görögország             | Zákinthosz          | Zákinthosz nemzetközi repülőtér                              |                                                                           |